# 민암
민암(閔黯, 1636년 ~ 1694년)은 조선 후기의 문신이다. 본관은 여흥(驪興). 자는 장유(長孺), 호는 차호(叉湖).

## 생애
현종 때인 1672년, 문과에 급제해 겸춘추가 되고 지평이 되자 갑인예송에서 서인을 패배하는 데 공헌을 하며 남인 계열에서 활동했다. 그러나 그는 탁남으로 영의정 허적, 좌의정 권대운 등과 송시열을 사사하는데 반대했다. 이후 숙종 초반기, 남인 집권기에 장령, 사간, 교리, 응교, 집의, 사인 등을 거쳐 당시 송시열, 김수항 등 서인을 실각시켰고 이후 그는 숙종의 총애로 승지에 제수되고 도승지로 승진했다가 함경도관찰사로 외직에 나갔다가 이후 1679년에는 예조판서, 대사헌, 한성부판윤을 하며 지경연사를 겸했지만 1680년, 경신환국으로 유배를 당했다가 1689년, 기사환국으로 복귀하며 전과 달리 인현왕후를 폐위시킬 것을 강력히 주장했고, 과거와 달리 송시열, 김수항 등을 사사하라는 주청을 올렸다. 이후 예문관제학, 좌참찬, 예조판서, 판의금부사, 대제학, 병조판서를 하며 지성균관사, 지경연사, 지춘추관사를 겸했고 아들인 사헌부지평 민장도, 그리고 중전 장씨의 인척이던 한성부좌윤 장희재 등과 결탁하였다. 또 훈련대장 이의징, 판의금부사 유명현과도 결탁했다. 그 뒤 우의정에 올라 조정에서 실세가 되었으며 약방도제조를 겸하며 권력을 누렸다. 1694년, 함이완의 고변 때 추관으로 참여해 옥사를 확대시키려 했지만 결국 갑술환국으로 파직되지만 곧 서용되어 좌의정이 되었다. 그러나 곧 유배를 떠나고 곧 사사당한다.

## 민암이 등장한 작품

### 드라마
- 1988년 MBC 드라마 《인현왕후》 배우:정승현
- 1995년 SBS 드라마 《장희빈》 배우:박건식
- 2002년 KBS2 드라마 《장희빈》 배우:한인수
- 2012년 tvN 드라마 《인현왕후의 남자》 배우:엄효섭
- 2013년 SBS 드라마 《장옥정, 사랑에 살다》 배우:김영석